# Пристрій Педерсена
Пристрій Педерсена бу експериментальним пристроєм для гвинтівки з ковзним затвором M1903 Springfield, який дозволяв стріляти пістолетними набоями .30 калібру (7,62 мм) в самозарядному режимі. Пристрій було розроблено для того, щоб піхотинець міг перетворити "свою гвинтівку на пістолет-кулемет або автоматичну гвинтівку" приблизно за 15 секунд.
Виробництво пристроїв Педерсена та модифікованих гвинтівок M1903 було розпочате в 1918 році. Проте, Перша світова війна закінчилась до того як зброю було поставлено у війська. Контракт скасували 1 березня 1919 року, після того як було випущено 65000 пристроїв, 1,6 мільйона магазинів, 65 мільйонів набоїв та 101775 модифікованих гвинтівок Springfield.
Пристрої, магазини, боєприпаси та гвинтівки були передані на склади і в 1931 році були визнані надлишковими. Коли армія США ухвалила рішення не платити за зберігання пристроїв, майже всі пристрої були знищенні окрім кілька екземплярів, які зберігаються в департаменті артилерійсько-технічної служби. Менше 100 пристроїв Педерсена не були знищені і є надзвичайно рідкісними предметами колекціонування.

## Історія

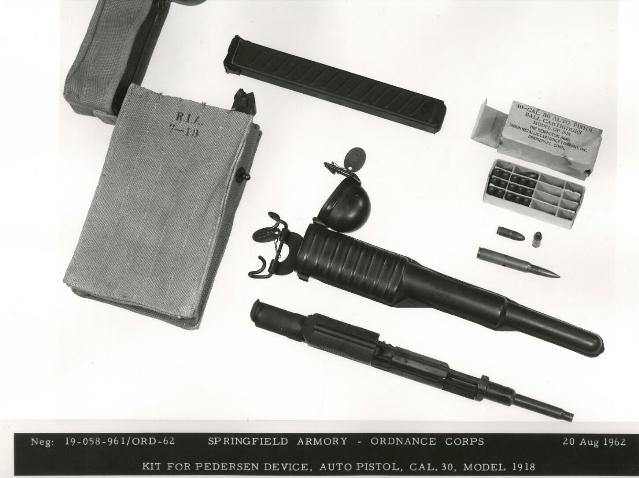
Пристрій Педерсена та аксесуари

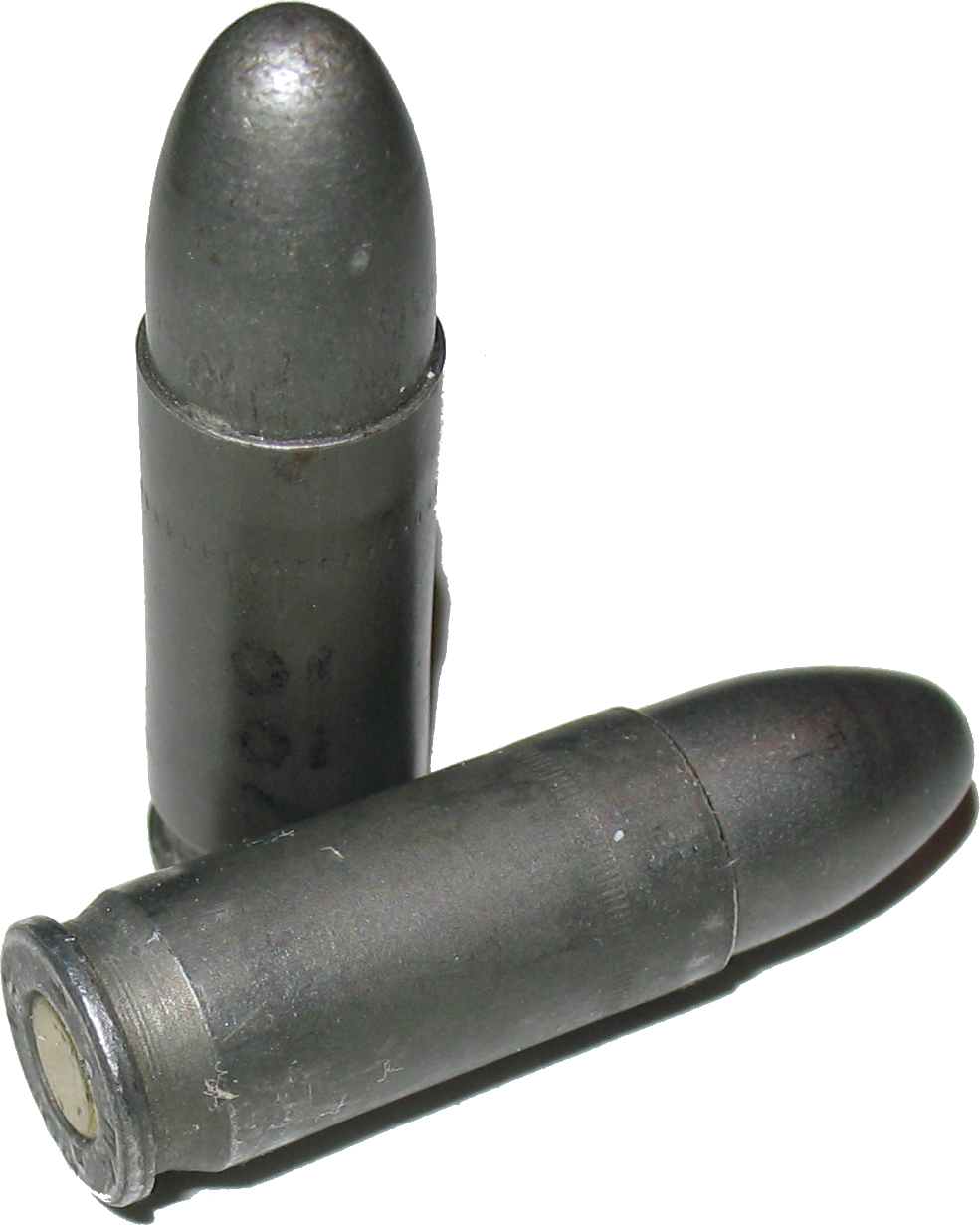
Набій .30-18 Auto, також відомий як 7.65mm Longue

До вступу США в Першу світову війну, Джон Педерсен, давній співробітник компанії Remington Arms, розробив пристрій Педерсена. Його ідея полягала в збільшенні вогневої потужності середнього піхотинця. Його остання конструкція заміняла затвор модернізованої гвинтівки Springfield M1903 на пристрій з УСМ та маленьким "стволом" для нового пістолетного набою .30 калібру.
По суті, "пристрій" представляв собою пістолет з вільним затвором без ствольної коробки, руків'я з коротким "стволом" вставлялося в довгу камору гвинтівки M1903. Живлення механізму відбувалося завдяки довгому магазину на 40 набоїв, який вставлено перпендикулярно гвинтівці під кутом  45 градусів згори праворуч, а для перезарядки треба було вставити новий магазин. Кожен магазин мав отвори через які стрілець міг бачити кількість набоїв магазині. Система потребувала отвору для викидання гільз на лівому боці ствольної коробки гвинтівки M1903 та вирізу в ложі для створення зазору, який був потрібен для викидання стріляних гільз із затвора. Шептало, спусковий гачок та засувка магазина також потребували модифікації, які не впливали можливість використовувати ствольну коробку Mark I зі звичайним ковзним затвором.
8 жовтня 1917 року Педерсен відправився до Вашингтону, округ Колумбія провести секретну демонстрацію голові артилерійсько-технічної служби генералу Вільяму Крозьє та обраній групі офіцерів і конгресменів. Після кількох пострілів з немодифікованої гвинтівки Спрінгфілд, він вийняв стандартний затвор, вставив пристрій і відстріляв кілька магазинів з високою швидкострільністю. Группа тестувальників була вражена. Щоб ввести ворога в оману, артилерійсько-технічний департамент вирішив назвати пристрій US Automatic Pistol, Caliber .30, Model 1918. Було розроблено плану по запуску виробництва модифікованих гвинтівок Springfield, які отримали назву US Rifle, Cal. .30, Model M1903, Mark I. Армія замовила 133 450 пристроїв та 800 000 000 набоїв для весняного наступу 1919 року. Генерал Джон Першинг для кожного пристрою замовив 40 магазинів та 5000 набоїв, передбачалося, що середньодобове використання буде становити 100 набоїв на пристрій. Разом з пристроєм Педерсена у весняному наступі 1919 року мали бути введені в бойове використання автоматичні гвинтівки M1918 Browning Automatic Rifle (BAR).
Патентне відомство США видало Педерсену патенти U.S. Patent 1,355,417, U.S. Patent 1,355,418, U.S. Patent 1,355,419 та U.S. Patent 1,355,420 на його винаходи. Армія США заплатила Педерсену 50 000 доларів за права на виробництва пристрою та гонорар в 50 центів за кожний вироблений пристрій. Армія заплатила за все необхідне для виробництва обладнання, а Remington отримала чистий прибуток у розмірі двох доларів за кожен пристрій і 3 центи за кожен магазин.
Пристрій Педерсена Mark II був також розроблений для гвинтівки M1917 "American Enfield", а також схожий пристрій було розроблено для гвинтівки Мосіна–Нагана виробництва Remington; жодний з цих пристроїв не було випущено.

## Виробництво
Виробництво пристрою та модифікованої гвинтівки розпочалося в грудні 1918 році, після закінчення війни. Контракт було скасовано 1 березня 1919 року після випуску 65 000 пристроїв з 1,6 мільйонів магазинів, 65 мільйонів набоїв та 101 775 модифікованих гвинтівок Спрінгфілд. Кожній пристрій мав ремінь, штамповані з листової сталі піхви, для безпечного носіння, полотняний мішок для носіння затвора гвинтівки M1903 коли його не використовують, а також полотняні мішки для п'яти магазинів. Пристрій з двома магазинами додавали 14 фунтів ваги до стандартної амуніції піхотинця.
Remington передали виробництво магазинів компанії Mount Vernon Silversmiths, а піхви для носіння виробляла компанія Gorham Manufacturing Company. Полотняні мішки для магазинів та затвора випускала компанія Rock Island Arsenal.
Боєприпаси запаковували в 40-зарядні коробки, яких вистачало для спорядження одного магазина. П'ять коробок були упаковані в картонну коробку, яка відповідає підсумкам на п'ять магазинів, а три коробки перевозилися у легкому брезентовому патронташі, який містив 600 патронів. П'ять патронташів були упаковані в дерев'яний ящик. Боєприпаси виробництва Remington мають штамп "RA" (або "RAH" від заводу в Гобокені, штат Нью-Джерсі) з годами (19-) "18", "19" та "20".

## Після війни
Після війни концепція самозарядної зброї почала набирати популярності в армії США. Наприкінці 1920-х років армія почала тестування кількох нових самозарядних гвинтівок, в тому числі гвинтівки Педерсена, яка стріляла набоєм .276 (7 мм). Проте, гвинтівка Педерсена програла самозарядній гвинтівці Джона Гаранда. Спочатку гвинтівка Гаранда була розроблена під набій .30-06, а потім перероблена під набій .276. Після того як було обрано гвинтівку Гаранда під набій .276, генерал Дуглас Макартур виступив проти заміни гвинтівкових набоїв, оскільки армія мала великі запаси набоїв .30–06 після Першої світової війни, набій .30-06 залишався для використання в кулеметах, а наявність одного набою спрощував логістику у військовий час. Гаранд переробив свою гвинтівку під набій .30-06 Springfield в 1932 році; в результаті виникла гвинтівка M1 Garand.
Про надлишок пристроїв Педерсена заявили в 1931 році, за п'ять років до того як Гаранд навіть почав серійне виробництво. Гвинтівки Mark I були перероблені на стандарт M1903 в 1937 році (за винятком гнізда для викиду, який залишився в бічній стінці ствольної коробки) і використовувалися разом зі стандaртом M1903 та M1903A1 Springfield. Майже всі пристрої, які знаходилися на збереженні армія знищила, окрім кількох зразків артилерійсько-технічного департаменту, коли було прийнято рішення, що не треба сплачувати за їх збереження. Після їх знищення відомий автор Джуліан Гетчер написав статтю в травневому випуску 1932 року журнала American Rifleman, де детально описав пристрій.